# 徐彦刚
徐彦刚（1907年11月11日—1935年9月），原名徐兴华，中国四川新宁人，中国工农红军高级将领。

## 生平
徐1926年考入重庆中法学校，同年底前往武汉，考入武汉中央军事政治学校学习，并加入中国共产党。1927年9月，参与组织秋收起义，后随毛泽东率部前往井冈山，在袁文才手下任副连长。其后在地方武装中工作。
1930年，所部编入红六军，任第三纵队队长，11月调任红一军团红三军红九师师长。1932年，在黄公略战死后，升任红三军军长，不久改任红一军团参谋长。1933年红军整编后，任红一军团第二师师长。同年冬，奉调前往湘鄂赣苏区，任司令员兼红十六师师长，开展游击战以策应第五次反围剿。
红军主力开始长征后，徐率部在当地坚持战斗。1935年6月被包围，在突围时受重伤，在江西永修县云居山养伤。9月，在山下黄家屋场，因黄圣春、黄圣彬兄弟三人贪图徐的钱财和国民政府悬赏金，由黄圣彬持牛角斧将他砍死。